# Lloret guaiaber
El lloret guaiaber (Bolbopsittacus lunulatus) és una espècie d'ocell de la família dels psitacúlids (Psittaculidae) i única espècie del gènere Bolbopsittacus (Salvadori, 1891). Habita boscos i sabanes de les illes Luzon, Samar, Leyte i Mindanao, a les Filipines.